# Sergueï Kirienko
Pour les articles homonymes, voir Kirienko.
Sergueï Vladilenovitch Kirienko (en russe : Сергей Владиленович Кириенко), né le 26 juillet 1962 à Soukhoumi en Union soviétique, est un homme d'État russe, qui est président du gouvernement de la fédération de Russie du 23 mars au 23 août 1998, succédant à Viktor Tchernomyrdine.
Il a le grade civil de conseiller d'État effectif de la fédération de Russie de 1re classe. 

## Biographie

### Jeunesse et débuts
Sergueï Kirienko naît le 26 juillet 1962 à Soukhoumi, alors en URSS.

### Sous Boris Eltsine
Au début de sa carrière politique, Boris Eltsine a initialement du mal à imposer Sergueï Kirienko au poste de président du gouvernement de la fédération de Russie, la Douma ayant refusé de l'investir par deux fois. 
Kirienko est au gouvernement lors du célèbre « krach » d'août 1998, et est contraint de dévaluer le rouble de 34 % par rapport au dollar américain. Le remboursement de la dette extérieure est suspendu pour 90 jours. Le 23 août, Boris Eltsine sacrifie Kirienko aux députés qui demandent sa propre « démission volontaire ». Un mois après, le rouble a perdu 61 % de sa valeur, malgré le remplacement de Kirienko par Evgueni Primakov et de toute l'équipe gouvernementale.

### Sous Vladimir Poutine
Sergueï Kirienko est ensuite été élu président de groupe parlementaire à la Douma. Il fait partie de l'Union des forces de droite. Il occupe de 2005 à 2016 la présidence de l'Agence fédérale de l'énergie atomique. En octobre 2016, Sergueï Kirienko est nommé premier directeur adjoint de l'administration présidentielle, poste qui s'occupe des questions de politique intérieure, en remplacement de Viatcheslav Volodine,.
Il fait ensuite partie des personnalités les plus puissantes au sein de la politique russe, sous l'autorité de Vladimir Poutine, bien qu'il ait subi une légère disgrâce aux yeux du président russe dans les premiers mois de l'invasion russe de l'Ukraine.
Ses pouvoirs s'accroissent au sein de l'administration présidentielle russe à partir de fin 2022. Il devient notamment chargé du contrôle des territoires occupés d'Ukraine, annexés par la Russie lors de son invasion, mais aussi, plus généralement, de la « politique de voisinage » (mission jusque là confiée à Dmitri Kozak, successeur de Vladislav Sourkov). Il fait évoluer la stratégie russe de l'« ingénierie classique pour remporter des élections, allant de la manipulation des candidatures au bourrage d'urnes » vers l'« influence culturelle et informationnelle ». 
En décembre 2023, le Washington Post publie une enquête fondée sur des documents officiels et de nombreux entretiens, qui révèle le rôle d'organisateur de Sergueï Kirienko dans une opération de déstabilisation et de désinformation à destination de plusieurs pays, dont la France, l'Allemagne, l'Ukraine et les États-Unis. Cette opération de propagande vise à faire cesser le soutien à l'Ukraine et à faire accepter une victoire russe, tout en exacerbant les tensions sociales dans les pays en cours afin de diviser l'opinion publique, notamment via les réseaux d'extrême droite,.
En février 2025, Olesya Vartanyan révèle dans un article publié par la Fondation Carnegie pour la paix internationale que Sergueï Kirienko serait impliqué dans des opérations russes en république d'Abkhazie. Elles visent à installer au pouvoir une personnalité favorable à la Russie à la faveur des élections anticipées du 15 février, après la démission d'Aslan Bjania, à la suite de l'assaut du palais présidentiel par les manifestants. Badra Gunba, président par intérim, est le candidat privilégié par le Kremlin.
Sergueï Kirienko est également chargé des opérations d'influence russes en Arménie, pays jusque là proche de la Russie mais se rapprochant de plus en plus de l'Union européenne, avec une politique « pro-occidentale ». 

### Liens avec les milieux politique et économique
Sergueï Kirienko est vu par certaines sources comme ayant des « ambitions présidentielles ». Selon Régis Genté, il pourrait être attiré par le poste de ministre des Affaires étrangères, en remplacement de Sergueï Lavrov.
Il est également allié avec Iouri Kovaltchouk, ami de Vladimir Poutine, et son frère Mikhaïl Kovaltchouk, magnat de l'industrie nucléaire russe.